# Andrea Zalone
Andrea Zalone (Torino, 29 luglio 1968) è un autore televisivo, doppiatore e attore italiano.

## Biografia
Ha collaborato con Giorgio Gori, Gregorio Paolini, Enrico Bertolino, Caterina Guzzanti, la Gialappa's Band, Victoria Cabello e Geppi Cucciari in veste sia di autore sia di attore; dal 2006 lavora con il comico Maurizio Crozza in Crozza Italia, Italialand e Crozza nel Paese delle Meraviglie su LA7 e sul suo nuovo show Fratelli di Crozza sul Nove. Ha inoltre creato Colpi di sole su Rai 3 e Piloti su Rai 2.
Ha ideato diversi spettacoli teatrali e programmi televisivi tra i quali Ciau Bale, striscia comica quotidiana in onda su Quartarete TV in Piemonte. Ciau Bale è firmato in collaborazione con altri comici piemontesi come Germana Pasquero, Giampiero Perone, Donato Sbodio, Manlio Pagliero con la partecipazione del gruppo Torinese I Soggetti (ovvero Leandro Agostini, Carlo Barbero, Simonetta Benozzo, Marta Columbro, Gennaro De Leo, Antonio Spadaro) e Gianni Carretta Pontone che ne cura anche la regia. Visto il grande successo, il programma è diventato anche uno spettacolo teatrale.

## Vita privata
È sposato con l'attrice, doppiatrice e imitatrice Germana Pasquero, dalla quale nel 1998 ha avuto un figlio, Tommaso, doppiatore come i suoi genitori.

## Autore televisivo
- Piloti (Rai 2, 2007-2008)
- Colpi di Sole (Rai 3, 2007)
- Convenscion (Rai 2, 1999-2002)
- Bulldozer (Rai 2, 2004-2005)
- Ciro, il figlio di Target (Italia 1, 1997-1999/2003-2004)
- Mai dire martedì (Italia 1)
- Zelig (Italia 1/Canale 5)
- Glob, l'osceno del villaggio (Rai 3, 2005-2006)
- Crozza Italia (LA7, 2006-2009)
- Victor Victoria - Niente è come sembra (LA7, 2009-2010)
- Italialand (LA7, 2011-2012)
- Crozza nel Paese delle Meraviglie (LA7, 2012-2016)
- Fratelli di Crozza (Nove, 2017-)

### Televisione
- Ciau Bale (Quartarete TV)
- Italialand (LA7, 2011-2012)
- Crozza nel Paese delle Meraviglie (LA7, 2012 - 2016)
- Fratelli di Crozza (Nove, 2017-)

### Teatro
- Giro d'Italialand
- Ciau Bale

## Doppiaggio

### Cinema
- Christian Slater in Slipstream - Nella mente oscura di H., Dolan's Cadillac
- Rob Corddry in The Ten
- Luke Goss in Shanghai Baby
- Jonny Palsvolsky in Macbeth - La tragedia dell'ambizione
- David Boreanaz in Tutte per uno
- Andrew Airlie in Vado, vedo... vengo! - Un viaggio tutto curve

### Telefilm, soap opera e telenovelas
- Raphael Sbarge e Bradley Cooper in Nip/Tuck
- Matt Knudsen in Jimmy fuori di testa
- Victor Browne in Tremors
- Josh Cruze in Taina
- Eric Lutes in Due gemelle e un maggiordomo
- Yannick Bisson in Niente è troppo per un cowboy
- Bill Brochtrup in Total Security
- Adam Levy in Call Red
- William Duffy in Scandal
- Murilo Rosa in La forza del desiderio, Garibaldi, l'eroe dei due mondi
- Júlio César Herrera in Betty la fea, Ecomoda
- Don Diamont in Febbre d'amore
- Kevin Mambo in Sentieri
- Erich Altenkopf in Tempesta d'amore
- David Brécourt in Saint Tropez
- Thierry Ragueneau in Bella è la vita
- Fernando Pernia in La madre
- Facundo Arana in Zingara
- Eduardo Santamarina in Regina
- Gabriel Braga Nunes in Terra nostra
- Federico Oliveira in Batticuore
- Juan Soler in Amanti
- Juan Manuel Bernal in Ali del destino
- Alex Ibarra in Huracan
- Osvaldo Rios in Kassandra
- Willy Barbosa in I due volti dell'amore
- Carlos Alberto Riccelli in La scelta di Francisca
- Thiago Lacerda in Pagine di vita
- Luìs Gerardo Nunez in Vendetta d'amore

### Animazione
- Floppy in Cyberchase
- Wilt e Coco ne Gli amici immaginari di casa Foster
- Bolla ne Le meravigliose disavventure di Flapjack
- Ernie ne Le avventure di Bert e Ernie
- Clay in Xiaolin Showdown
- Roger in Atomic Betty
- Sunny Bridges in Class of 3000
- Mr. Estato in Mucha Lucha!
- Simon in BB3B
- Kevin Calhoun in Stripperella
- Leon in Squirrel Boy
- zio Chan in Conan il ragazzo del futuro (ridoppiaggio)
- Ernie Giocate con noi
- Grover Global Grover
- Daffy Duck in Bugs Bunny: Carote, amore e fantasia (ridoppiaggio)[4]

### Direzione del doppiaggio
- Cyberchase

### Dialoghista
- Aiuto, mi devo sposare (Jitters), Cyberchase

## Filmografia

### Attore
- Benvenuto a San Salvario, regia di Enrico Verra - cortometraggio (1999)
- Jingle Bells, regia di Michele Di Mauro - cortometraggio (2000)
- Ravanello pallido, regia di Gianni Costantino (2001)

### Regista
- Il giorno più bello (2022)

## Programmi televisivi
- Super Ciro (2004)
- Italialand (LA7, 2011-2012)
- Crozza nel Paese delle Meraviglie (LA7, 2012-2016)
- Fratelli di Crozza (Nove, 2017-)

## Radio
- Non ho parole (Rai Radio 2, 2001)
- Sei forte Sanà (Rai Radio 2, 2001)
- Sam Torpedo (Rai Radio 2, 2002)